# Carolyn Rodrigues

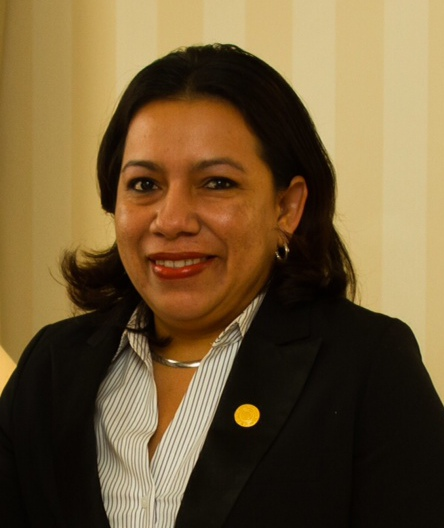
Carolyn Rodrigues (2011)

Carolyn Rodrigues-Birkett (* 16. September 1973 in Santa Rosa, Barima-Waini, Guyana) ist eine Politikerin aus Guyana.

## Biografie
Nach dem Besuch der Grundschule von Santa Rosa sowie einer Privatschule in Georgetown absolvierte sie ein Studium in Betriebswirtschaftslehre an der University of Saskatchewan. Nach ihrer Rückkehr nach Guyana 1993 absolvierte sie ein Studium in Sozialarbeit an der Universität Guyana, das sie mit einem akademischen Grad (Degree) abschloss. Zugleich war sie zwischen 1993 und 2001 Managerin des Amerindian Projects Programme of the Social Impact Amelioration Programme (APP-SIMAP), einem Programm zur Förderung von sozialen Projekten zugunsten der Ureinwohner des Landes.
2001 wurde sie von Präsident Bharrat Jagdeo zur Ministerin für Angelegenheiten der Ureinwohner (Amerindian Affairs) im Kabinett von Premierminister Samuel A. Hinds ernannt. In dieser Funktion brachte sie im März 2006 auch ein Gesetz zur Verbesserung der Rechte der Ureinwohner (Amerindian Bill) ein. Nach der Wahl zur Nationalversammlung im September 2006 wurde sie als erste Ministerin von Präsident Jagdeo in ihrem Amt bestätigt.
Im Rahmen einer Kabinettsumbildung erfolgte am 10. April 2008 ihre Ernennung zur Ministerin für Auswärtige Angelegenheiten und damit zur ersten Außenministerin ihres Heimatlandes. Nachfolgerin als Ministerin für die Angelegenheiten der Ureinwohner wurde die bisherige Parlamentarische Sekretärin im Ministerium für Tourismus, Industrie und Handel, Pauline Campbell-Sukhai. Als Außenministerin sieht sie einen Schwerpunkt der regionalen Integration Guyanas in der Karibik und der Lösung von Problemen innerhalb der Karibischen Gemeinschaft (CARICOM).